# Randevúprobléma
A randevúprobléma egy optimalizálási probléma, s mint olyat, jellemzően az operációkutatás témakörébe sorolják.
Szemléletesen szólva a randevúprobléma azt jelenti, hogy két vagy több ágens keresi egymást egy homogén keresési térben. Kérdés, hogy mely stratégiákkal kell keresniük egymást ahhoz, hogy várhatóan a lehető leghamarabb találkozzanak.

## Definíciók, eredmények
Két vagy több ágens bolyong egy homogén keresési térben. Keresendő az a stratégiapár, illetve stratégia n-es, amellyel a találkozási idő várható értéke minimális. Szimmetrikus randevú-problémáról beszélünk, ha minden részt vevő ágensnek azonos stratégiát kell követnie. A homogén keresési tér lehet diszkrét vagy folytonos.

### A diszkrét optimalizálási probléma

Két ágens az ötcsúcsú teljes gráfban.

A diszkrét esetben a keresési teret egy {\displaystyle G=(V,E)} csúcstranzitív gráf csúcsainak összessége alkotja. (A csúcstranzitivitás azt jelenti, hogy minden u, v ∈ V csúcspárra létezik olyan automorfizmus, ami az {\displaystyle u} csúcsot a {\displaystyle v} csúcsra képezi le.) Az ágensek a keresési térben, tehát a gráf csúcsain helyezkednek el. Ebben az esetben az idő is diszkrét, tehát az ágensek diszkrét időpillanatokban léphetnek csúcsról csúcsra az élek mentén.
Jól ismert csúcstranzitív gráfok a teljes gráfok és a körgráfok. Ezekben kerestek 2 ágensre optimális stratégiákat Alpern, Baston és Essegaier. Ők Markov-stratégiákra szorítkoztak, ami azt jelenti, hogy egy A ágens egy adott időpillanatban pA valószínűséggel marad ott, ahol van, és (1-pA)/d valószínűséggel lép az egyes szomszédos csúcsokba, ahol d a csúcs fokszáma. Külön foglalkoztak a szimmetrikus esettel, amikor mindkét ágensnek ugyanazt a stratégiát kell követnie, azaz p=pA=pB.
| Gráfosztály                   | optimális Markov-stratégiák | optimális Markov-stratégiák |
| ----------------------------- | --------------------------- | --------------------------- |
| Gráfosztály                   | szimmetrikus                | aszimmetrikus               |
| teljes gráfok                 | ismeretlen                  | pA=0 pB=1                   |
| páros csúcsszámú körgráfok    | p≈0,2791                    | ismeretlen                  |
| páratlan csúcsszámú körgráfok | p=1/3                       | ismeretlen                  |
| szabályos testek élgráfjai    | ismeretlen                  | ismeretlen                  |
| hiperkockák élgráfjai         | ismeretlen                  | ismeretlen                  |
| Kneser-gráfok                 | ismeretlen                  | ismeretlen                  |

### A folytonos optimalizálási probléma
Folytonos esetben a keresési tér {\displaystyle \mathbb {R} ^{n}} valamely összefüggő részhalmaza, a keresési stratégiák pedig {\displaystyle s:\mathbb {R} ^{+}\to \mathbb {R} ^{n}} folytonos görbék.